# Att stjäla en tjuv
Att stjäla en tjuv är en svensk komedifilm från 1996 i regi av Clas Lindberg.

## Handling
Roger är en ganska så misslyckad småtjuv i Stockholm som har problem med det motsatta könet. En gammal dam lurar honom in i ett märkligt hus genom att säga att grannarna är rika och bortresta. Han upptäcker dock ganska snart att de varken är rika eller bortresta, och huset vilar på många hemligheter. Roger blir även förälskad i den vackra fastighetsmäklaren Susanna.

## Om filmen
Att stjäla en tjuv är regisserad av Clas Lindberg, som även skrivit filmens manus.

## Rollista (i urval)
- Robert Gustafsson - Roger
- Tova Magnusson Norling - Susanna
- Sif Ruud - Alma, Susannes mormor
- Tord Peterson - Vagabond
- Lis Nilheim - Tyra Persén
- Jakob Eklund - Karl Cederlund
- Wallis Grahn - Greta Persén, Tyras syster, Karls mor
- Willie Andréason - major Fahlström
- Vanna Rosenberg - Nettan
- Sten Ljunggren - Ulf
- Ulla-Britt Norrman-Olsson - fru Björkum
- Mats Bergman - Bärra
- Tomas Laustiola - Pärra
- Carina Johansson - Carina Olsdotter
- Inga Ålenius - fru Fahlström
- Mats Lindblom -  Dr. Scherer
- Gun Jönsson - mamma
- Eva Dahlman - flicka i solarium
- Sören Björkman - husmaffia
- Jan Sjödin